# Nieuws van de fronten, verzetsblad Berkel en Rodenrijs
Het Nieuws van de fronten is een verzetsblad uit de Tweede Wereldoorlog, dat vanaf de nazomer van 1944 tot en met 12 mei 1945 in het Nederlandse Berkel en Rodenrijs (ZH) werd uitgegeven.
Het blad met voornamelijk nieuwsberichten verscheen dagelijks en werd buiten Berkel en Rodenrijs ook verspreid in Oude Leede en Pijnacker. Het werd gestencild op de zolder van het ouderlijk huis van Aad en Maarten van Herk op de Zuidersingel in Berkel en Rodenrijs. Zij werden daarbij geassisteerd door Jaap en Jo de Kroes. De stencilmachine was eigendom van de Margrietschool uit Oude Leede, maar werd daar niet gebruikt.